# Bronze Records
Bronze Records — независимый британский лейбл звукозаписи, основанный в 1971 году в Лондоне Джерри Броном, продюсером и менеджером Uriah Heep.

## История
Название лейбла придумал барабанщик Uriah Heep Иэн Кларк: «Твоя фамилия Брон, бронза — металл: такая, в общем, мысль». За это он в качестве приза получил от Брона 25 фунтов. Логотип придумал Дуглас Максвелл, оформитель обложки альбома Look at Yourself. «По его мысли, это был человек, идущий по кругу — некая отсылка к бронзовому веку», — говорил в интервью Джерри Брон.
Наряду с Uriah Heep на Bronze Records немедленно перешли Juicy Lucy, Ричард Барнс и Colosseum. Впоследствии здесь выходили пластинки Osibisa, Manfred Mann’s Earth Band, The Real Kids, Салли Олдфилд, Motörhead, The Damned, Girlschool и Hawkwind. Джерри Брон и Bronze Records сыграли важную роль в становлении ставшего известным впоследствии художника Роджера Дина, который начал свою карьеру с оформления обложек — сначала  Osibisa, затем Paladin и Uriah Heep (Demons and Wizards, The Magician’s Birthday и др.).
За период времени с момента основания Bronze Records до второй половины 1975 года лейбла продал около 10 миллионов копий своих альбомов.
Первоначально дистрибьютором продукции фирмы была компания Island Records, затем эти права перешли к EMI (1977) и Polydor Records (1980). В середине 80-х годов из-за финансовых трудностей лейбл прекратил своё существование, продав бэк-каталог Legacy Records, компании Рея Ричардса. В 2003 Брон и Пит Браун совместными усилиями возродили Bronze Records и он существует по сей день.

## Исполнители, записывавшиеся на лейбле
- Colosseum
- Gene Pitney
- Hawkwind
- Manfred Mann's Earth Band
- Mike Gibs
- Motörhead
- Osibisa
- Uriah Heep